# Vioolconcert nr. 1 (Röntgen)
Het eerste vioolconcert in a klein van Julius Röntgen is een concert voor viool en orkest geschreven in 1902.

## Ontstaan
Op 1 januari 1879 ging het vioolconcert van Johannes Brahms in het Gewandhaus in Leipzig in première. De componist dirigeerde en de solist was Joseph Joachim, aan wie het ook opgedragen was. Julius Röntgen was samen met zijn vriendin Amanda Maier getuige van het concert en was diep onder de indruk. Enkele maanden later kwam Joachim naar Amsterdam om het hier in première te brengen. Röntgen schreef voor hem de cadens.
In 1902 begon Röntgen aan zijn eerste vioolconcert. Zijn tweede vrouw Mien was zwanger van hun derde kind, Edvard Frants. Twee weken voor de geboorte was Röntgen nog in Noorwegen, in het gezelschap van Edvard Grieg en Frants Beyer. Zijn zoon werd naar beide heren vernoemd. Bij het maken van de partituur schrijft Röntgen in de Finale bij letter Aa 'Edvard Frants, 12 Juni 12 Uhr'. Het thema is weliswaar in mineur, maar de harp er tussendoor beschrijft het geluk van de nieuwe vader.
In de zomer van 1902 was het stuk gereed, maar het duurde nog 8 maanden voor het in première ging. Op 7 februari 1903 was er een 'Feest-Concert' georganiseerd voor Röntgen vanwege zijn 25-jarig jubileum in dienst van de muziekschool en aansluitend conservatorium. Naast het vioolconcert gingen ook Een Liedje van de Zee, de Serenade en de Valeriusliederen (opus 41) in première. In het Concertgebouw dirigeerde Röntgen zelf het Concertgebouworkest en violist Bram Eldering was de solist. De recensenten vonden het vioolconcert het meest interessant, maar het publiek was het meest enthousiast over de Valeriusliederen. Chef-dirigent Willem Mengelberg was die dagen ziek en kon niet bij het concert aanwezig zijn. Hij en Röntgen stonden al niet op beste voet met elkaar en in het orkest werd dat onderstreept; "Mengelberg kon de röntgenstralen niet verdragen".

## Vorm
1. Allegro ben moderato
2. Lento
3. Finale. Allegro non troppo